# Martin Truex jr.

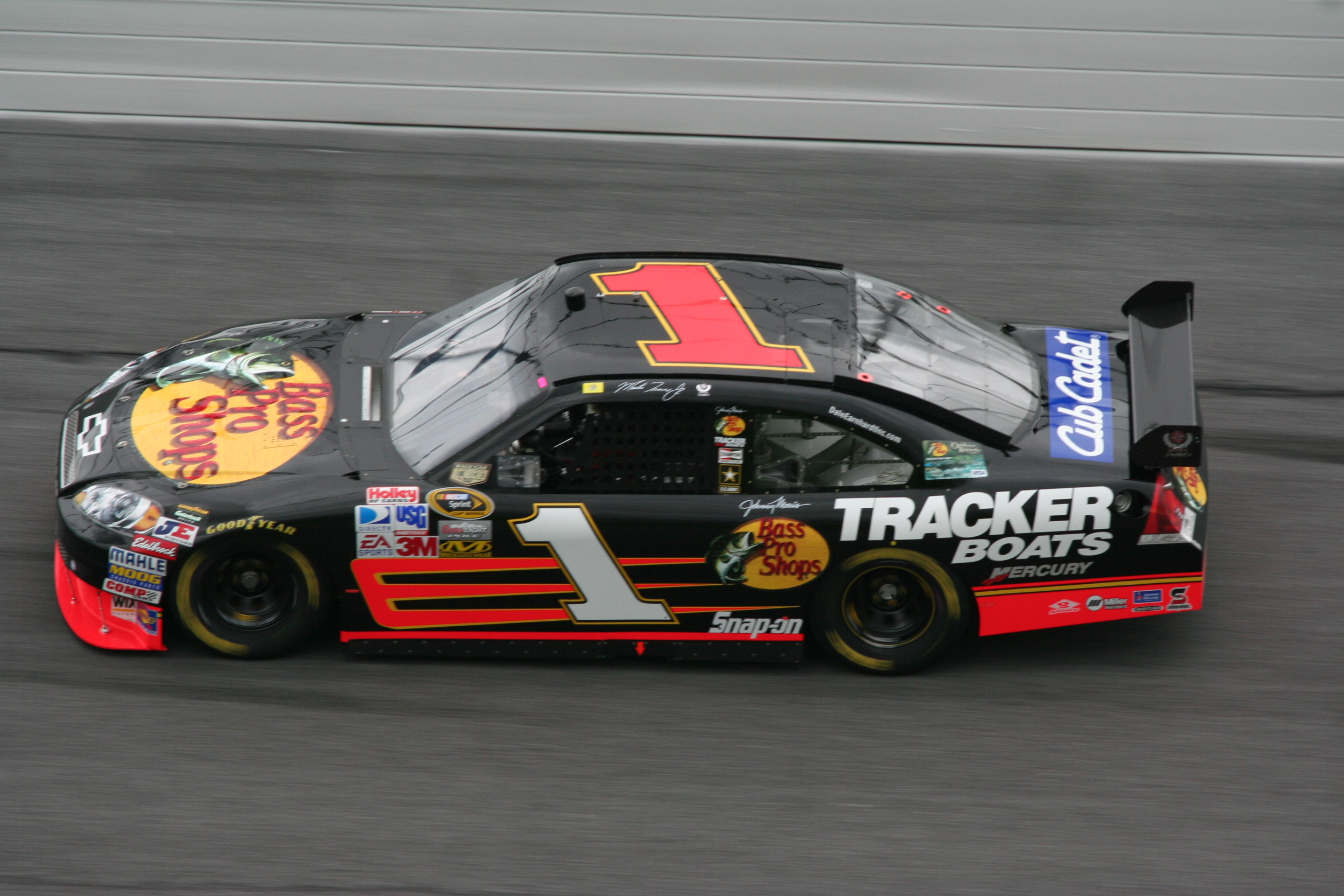
Truex' Chevrolet Impala uit 2008

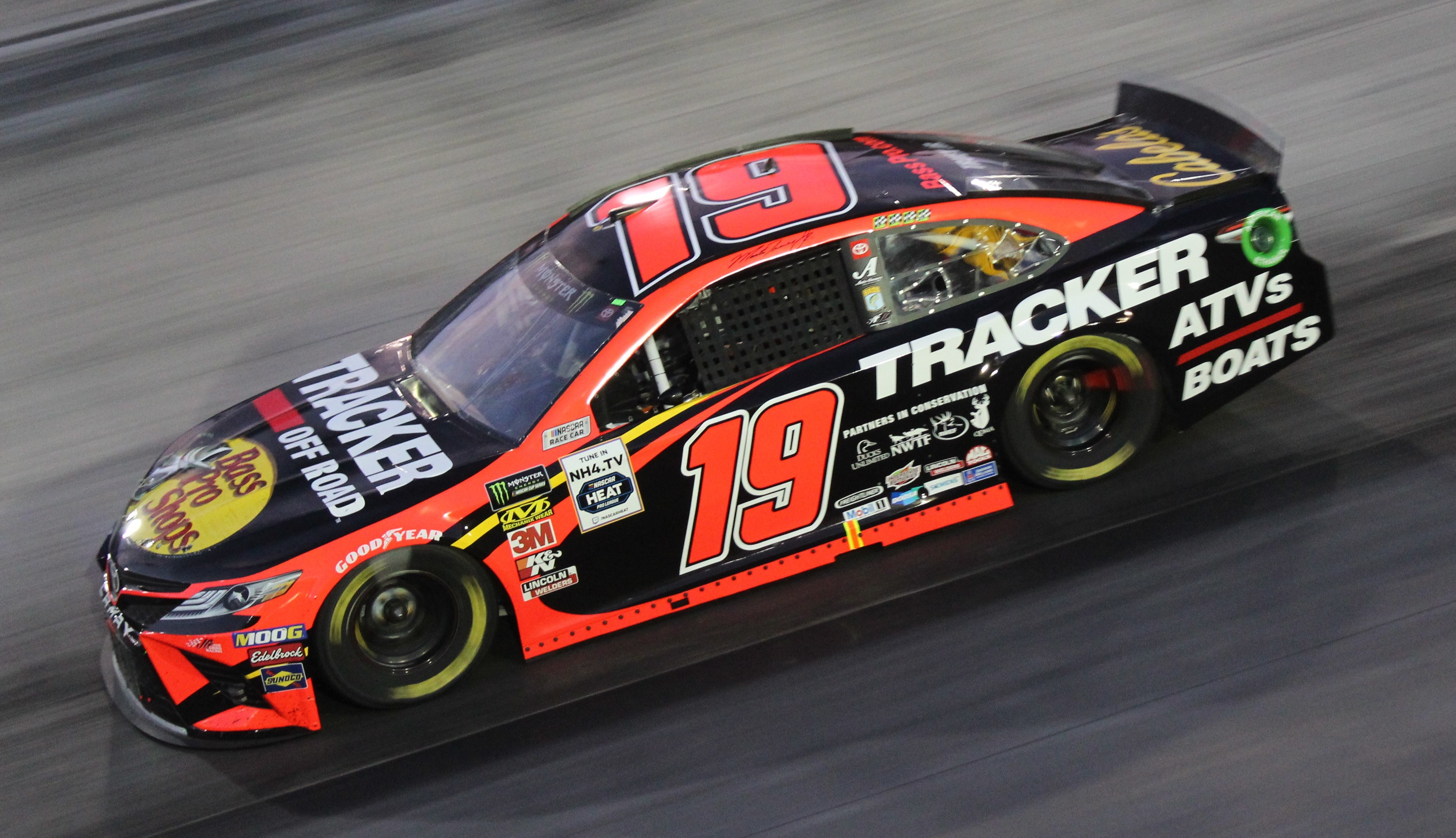
Martin Truex Jr.'s Joe Gibbs Racing Toyota No. 19

Martin Lee Truex jr. (Mayetta (New Jersey), 29 juni 1980) is een Amerikaans autocoureur. Hij won in 2004 en 2005 de Busch Series, de latere Nationwide Series. Truex debuteerde in 2004 in de NASCAR Sprint Cup. In 2017 won hij de NASCAR Cup Series met het team van Furniture Row Racing.

## Carrière
Truex debuteerde in de Busch Series in 2001. In 2004 reed hij zijn eerste seizoen fulltime in deze raceklasse en hij won dat jaar zes races en de titel. Een jaar later won hij opnieuw zes keer en won het kampioenschap voor het tweede jaar op rij.
Hij debuteerde in de Nextel Cup, de latere Sprint Cup, in 2004 en begon in 2006 fulltime deel te nemen aan deze raceklasse. In 2007 won hij de Autism Speaks 400 op de Dover International Speedway en plaatste zich na het reguliere seizoen voor de Chase for the Championship waar hij op de elfde plaats eindigde. In 2008 won hij geen races, hij finishte elf keer in de top tien. In 2009 vertrok hij tijdens drie races vanaf poleposition, waaronder de Daytona 500 maar kon ook dat jaar geen races winnen. In 2010 maakte hij de overstap van Earnhardt Ganassi Racing naar Michael Waltrip Racing en reed hij het seizoen in een Toyota.

## Resultaten in de NASCAR Sprint Cup
Sprint Cup resultaten (aantal gereden races, polepositions, gewonnen races en positie in het kampioenschap)
| Jaar | Team                   | Races | Polepositions | Overwinningen | Kampioenschap |
| ---- | ---------------------- | ----- | ------------- | ------------- | ------------- |
| 2004 | Dale Earnhardt, Inc.   | 2     | 0             | 0             | 70e           |
| 2005 | Dale Earnhardt, Inc.   | 7     | 0             | 0             | 47e           |
| 2006 | Dale Earnhardt, Inc.   | 36    | 0             | 0             | 19e           |
| 2007 | Dale Earnhardt, Inc.   | 36    | 1             | 1             | 11e           |
| 2008 | Dale Earnhardt, Inc.   | 36    | 0             | 0             | 15e           |
| 2009 | Dale Earnhardt, Inc.   | 36    | 3             | 0             | 23e           |
| 2010 | Michael Waltrip Racing | 36    | 1             | 0             | 22e           |
| 2011 | Michael Waltrip Racing | 36    | 1             | 0             | 18e           |
| 2012 | Michael Waltrip Racing | 36    | 1             | 0             | 11e           |
| 2013 | Michael Waltrip Racing | 36    | 0             | 1             | 16e           |
| 2014 | Furniture Row Racing   | 36    | 1             | 0             | 24e           |
| 2015 | Furniture Row Racing   | 36    | 0             | 1             | 4e            |
| 2016 | Furniture Row Racing   | 36    | 5             | 4             | 11e           |
| 2017 | Furniture Row Racing   | 36    | 3             | 8             | 1e            |
| 2018 | Furniture Row Racing   | 36    | 5             | 4             | 2e            |
| 2019 | Joe Gibbs Racing       | 36    | 0             | 7             | 2e            |
| 2020 | Joe Gibbs Racing       | 36    | 2             | 1             | 7e            |
| 2021 | Joe Gibbs Racing       | 36    | 3             | 4             | 2e            |
| 2022 | Joe Gibbs Racing       | 36    | 1             | 0             | 17e           |

- - - seizoen nog bezig